# Mutumba (kommun)
Mutumba är en kommun i Burundi. Den ligger i provinsen Karuzi, i den centrala delen av landet, 100 km öster om Burundis största stad Bujumbura.